# Nawal El Jack
Malbas Jamous Nawal El Jack (arab. ملبس جاموس نوال الجاك; ur. 17 października 1988 w Chartum) – sudańska lekkoatletka specjalizująca się w biegu na 400 metrów, olimpijka.

## Udział w igrzyskach olimpijskich
Brała udział w Letnich Igrzyskach Olimpijskich w 2008, podczas których w biegu na 400 metrów kobiet, z czasem 52,77 s, zajęła 30. miejsce i wywalczyła kwalifikację. W półfinale, z czasem 54,18 s, zajęła 24. miejsce i tym samym zakończyła udział w igrzyskach.

## Udział w lekkoatletycznych mistrzostwach świata
W Lekkoatletycznych Mistrzostwach Świata w 2005 w kwalifikacjach biegu na 400 m kobiet uzyskała czas 51,61 s, uzyskując kwalifikację do dalszej części zawodów. W biegu półfinałowym zaś z czasem 51,85 s zakończyła udział w mistrzostwach.
Dwa lata później w Lekkoatletycznych Mistrzostwach Świata w 2007 w biegu kwalifikacyjnym uzyskała czas 55,29 s i zajmując 40. pozycję, zakończyła udział w mistrzostwach.

## Udział w lekkoatletycznych mistrzostwach afrykańskich
W Lekkoatletycznych Mistrzostwach Afrykańskich w 2008 startowała w biegu kobiet na 400 m i w biegu finałowym z czasem 51,93 s zajęła 5. miejsce. Na tych samych mistrzostwach startowała także w sztafecie 4 x 400 m, zajmując 6. miejsce i uzyskując w biegu finałowym czas 3:45,07 min.
Podczas Lekkoatletycznych Mistrzostw Afrykańskich w 2010 wystartowała jedynie w biegu na 400 m kobiet, uzyskując w biegu finałowym czas 53,80 s i zajmując 7. miejsce.

## Osiągnięcia
| Reprezentacja: Sudan | Reprezentacja: Sudan                                  | Reprezentacja: Sudan | Reprezentacja: Sudan | Reprezentacja: Sudan | Reprezentacja: Sudan |
| -------------------- | ----------------------------------------------------- | -------------------- | -------------------- | -------------------- | -------------------- |
| 2005                 | Mistrzostwa Świata Juniorów Młodszych w Lekkoatletyce | Marakesz, Maroko     | 1.                   | 400 m                | 51,19 s              |
| 2005                 | Mistrzostwa Świata w Lekkoatletyce                    | Helsinki, Finlandia  | 15. (półfinał)       | 400 m                | 51,85 s              |
| 2006                 | Mistrzostwa Świata Juniorów w Lekkoatletyce           | Pekin, Chiny         | 3.                   | 400 m                | 51,67 s              |
| 2007                 | Igrzyska Afrykańskie                                  | Algier, Algieria     | 4.                   | 400 m                | 51,83 s              |
| 2007                 | Igrzyska Afrykańskie                                  | Algier, Algieria     | 3.                   | sztafeta 4 × 400 m   | 3:34,84 min          |
| 2007                 | Mistrzostwa Świata w Lekkoatletyce                    | Osaka, Japonia       | 40. (kwal.)          | 400 m                | 55,29 s              |
| 2007                 | Igrzyska panarabskie                                  | Kair, Egipt          | 2.                   | 200 m                | 24,25 s              |
| 2007                 | Igrzyska panarabskie                                  | Kair, Egipt          | 1.                   | 400 m                | 54,15 s              |
| 2007                 | Igrzyska panarabskie                                  | Kair, Egipt          | 2.                   | sztafeta 4 × 100 m   | 47,43 s              |
| 2007                 | Igrzyska panarabskie                                  | Kair, Egipt          | 1.                   | sztafeta 4 × 400 m   | 3:38,56 min          |
| 2008                 | Mistrzostwa Afryki w Lekkoatletyce                    | Addis Abeba, Etiopia | 5.                   | 400 m                | 51,93 s              |
| 2008                 | Mistrzostwa Afryki w Lekkoatletyce                    | Addis Abeba, Etiopia | 6.                   | sztafeta 4 × 400 m   | 3:45,07 min          |
| 2008                 | Letnie Igrzyska Olimpijskie                           | Pekin, Chiny         | 24. (półfinał)       | 400 m                | 54,18 s              |
| 2010                 | Mistrzostwa Afryki w Lekkoatletyce                    | Nairobi, Kenia       | 7.                   | 400 m                | 53,80 s              |
| 2011                 | Igrzyska panarabskie                                  | Doha, Katar          | 2.                   | 400 m                | 55,14 s              |
| 2011                 | Igrzyska panarabskie                                  | Doha, Katar          | 2.                   | sztafeta 4 × 400 m   | 3:45,91 min          |
| 2015                 | Igrzyska Afrykańskie                                  | Brazzaville, Kongo   | 26. (kwal.)          | 400 m                | 61,51 s              |

## Rekordy życiowe
Jej rekordy życiowe są następujące:
- bieg na 200 metrów – 23.97 s (18 września 2005)
- bieg na 400 metrów – 51.19 s (15 lipca 2005)
- bieg na 400 metrów przez płotki – 57.86 s (18 czerwca 2005)